# Do (art martial)
Pour les articles homonymes, voir Do.
Dō (道) signifie « voie », « chemin », « route ». Il désigne un concept philosophique proche du tao chinois. On peut également le traduire par le mot « principe »[réf. souhaitée].
Il se retrouve dans le nom des budō, les arts martiaux éducatifs, qui inculquent un art de vivre et mènent à l'harmonie avec l'univers, par opposition aux arts martiaux jutsu qui sont des techniques de guerre (bujutsu) destinées à vaincre, à détruire.
- Aïkido
- Aïkibudo
- Bushido
- Iaidō
- Jodō
- Judo
- Karaté-Do
- Kendo
- Kyūdō
- Qwan Ki Do
- Sadō
- Yoseikan Budo